# Kreuzfeuer (Band)
Kreuzfeuer war eine Musikgruppe aus Altenburg in Thüringen, die dem Spektrum des Rechtsrocks und des NSBM zugeordnet wird. Die Gruppe wurde 1996 von ehemaligen Mitgliedern des Vorgängers Kroizfoier gegründet, einer bekannten Neonazigruppe der 1990er Jahre aus dem Umland von Leipzig.

## Geschichte
Kroizfoier wurde als fünfköpfige Gruppe 1991 gegründet und spielte zunächst Oi!-Musik, daher kommt auch die Schreibweise des Namens, mit rechtsextremen Texten. Sie war eine der ersten Rechtsrock-Gruppen in Deutschland, deren Mitglieder aufgrund der Texte wegen Volksverhetzung, Verherrlichung des Nationalsozialismus und anderer Delikte zu Bewährungs- und Geldstrafen verurteilt wurden. Bereits mit der zweiten Veröffentlichung 1994 verlagerte sich der Musikstil in Richtung Metal und Hatecore. Im selben Jahr musste der ursprüngliche Gitarrist und spätere Sänger Jens Rahl eine Haftstrafe antreten, was zum vorläufigen Ende der Gruppe führte.
Nach der Haftentlassung von Rahl wurde Anfang 1996 die Gruppe mit ehemaligen Mitgliedern wie dem Gitarristen Ronny und anderen Musikern unter dem Namen Kreuzfeuer wiederbelebt und orientierten sich von da an an Heavy Metal, Thrash Metal und Pagan Metal. Nach Rahls Suizid am 10. September 2000 löste sich die Gruppe auf. Ehemalige Mitglieder spielen heute bei der NSHC-Band Brainwash (Sachsen/Thüringen). 2006 veröffentlichte V7-Records die Retrospektive Kreuzfeuer – The Years of Oi!, die ausschließlich Lieder der Rechtsrock-Phase enthielt. Die Pagan-Metal- und Rechtsrock-Gruppe Eugenik widmete ihr 2005 veröffentlichtes Debütalbum dem verstorbenen Sänger.

## Stil
Die ersten Veröffentlichungen der Gruppe sind im typischen Rechtsrock-Stil der 1990er Jahre gehalten, hatten aber im Gegensatz zum Großteil der Musikgruppen einen härteren Metal-Einschlag. Die Texte bedienten sich zu dieser Zeit den typischen rassistischen, gewaltverherrlichenden und nationalsozialistischen Themen, die schließlich auch zur Indizierung der ersten Alben führten. Nach der Neugründung bediente man sich weitergehender Heavy-Metal-Einflüsse mit Synthesizern und härteren Gitarren. Hinzu trat ein gutturaler Gesang. Die Texte blieben weitestgehend im Rechtsrock verwurzelt, hinzu traten jedoch heidnische und antichristliche Themen. Das zuletzt erschienene Split-Album Tribute to King of Aquilonia beinhaltet das Lied Zündet die Feuer, dessen Stil sich sehr von den alten Liedern unterscheidet. Deutlich sind hier Black- und Death-Metal-Einflüsse zu erkennen.

## Diskografie

### Als Kroizfoier
- 1991: Komm zu uns (Demotape, indiziert am 30. Oktober 1993)
- 1992: Ziel erkannt (eingezogen am 30. August 1994, indiziert am 31. August 2004, 1995 als Kroizfoier ohne das beanstandete Lied „Europas Skinheads“ wiederveröffentlicht)
- 1993: Die wilden Jahre (EP)
- 1994: Mit Kraft, Mut und Schwung auf in die Zukunft (indiziert am 30. November 1994, von der Liste gestrichen am 14. November 2019[1])

### Als Kreuzfeuer
- 1998: Zurück, um zu verletzen
- 2000: Blut für Blut
- 2006: Kreuzfeuer – The Years of Oi! (Kompilation)
- 2010: Tribute to King of Aquilonia (Split-7"-EP mit Graveland)